# Château Boyd-Cantenac
Koordinaten: 45° 1′ 22,3″ N, 0° 39′ 21,9″ W

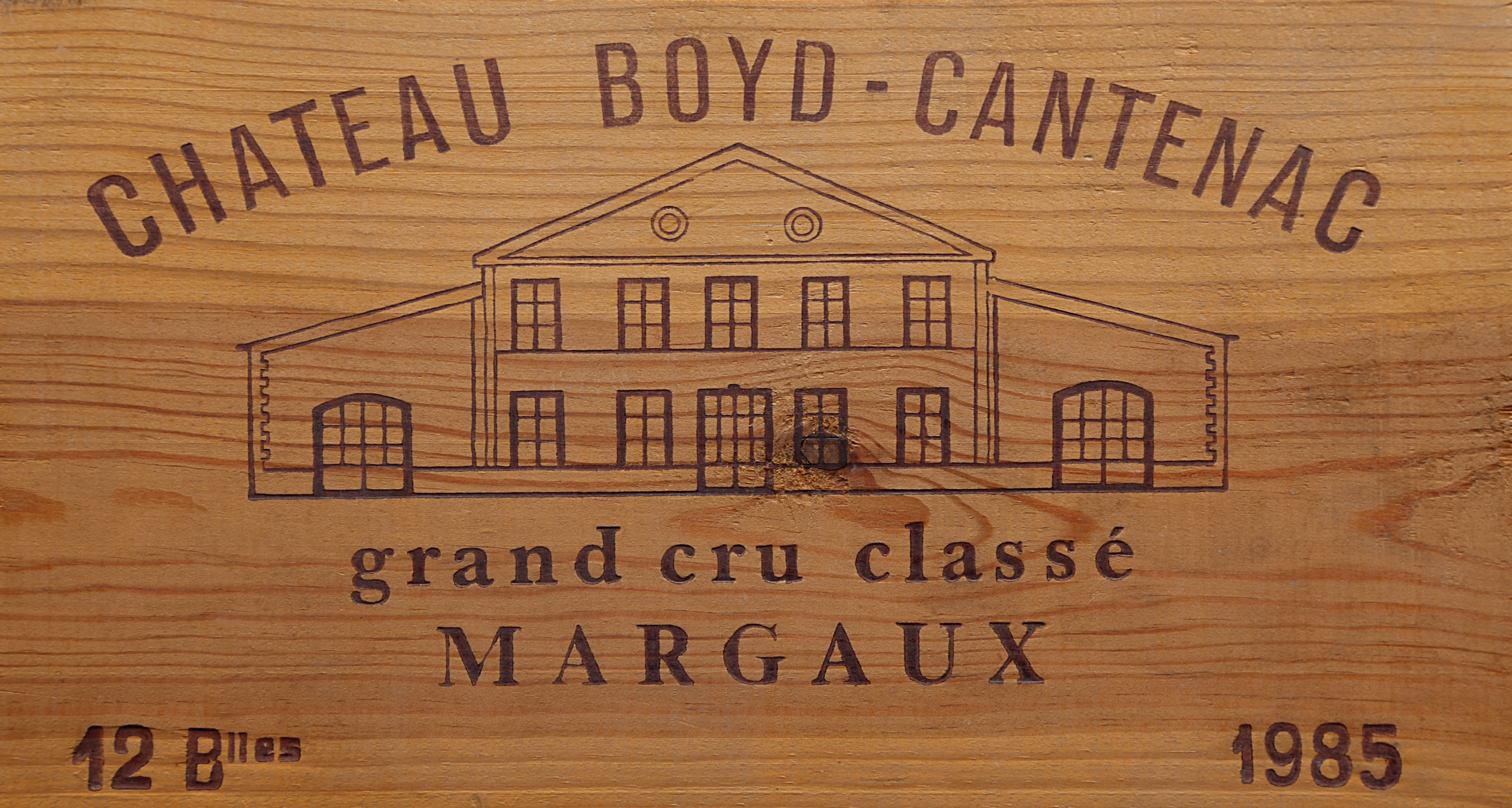
Weinkiste von Château Boyd-Cantenac, Jahrgang 1985

Château Boyd-Cantenac ist ein französisches Weingut in der Appellation Margaux, auf der Halbinsel Médoc. Das 17 Hektar große Gut im Ortsteil Cantenac erhielt 1855 im Rahmen der Bordeauxwein-Klassifikation den Rang eines 3ième Grand Cru.
Das Weingut Château Boyd-Cantenac wird derzeit von Lucien Guillemet geleitet.
Die Rebflächen in Margaux sind zu 60 % mit der Rebsorte Cabernet Sauvignon, 35 % Merlot, 8 % Cabernet Franc und 7 % Petit Verdot bestockt. Nach der Vergärung in temperaturgeregelten Edelstahltanks reift der Wein mindestens 12–18 Monate in Barriques. Jährlich werden ca. 70.000 Flaschen vermarktet.
Der Zweitwein des Guts heißt Jacques Boyd.

## Geschichte
Am 11. August 1754 kaufte der irischstämmige Jacques Boyd Rebflächen von der Familie Bernard de Sainvincens und gründete damit das Weingut. Am 28. August 1806 ging das Gut an John Lewis Brown (Onkel des gleichnamigen Malers John Lewis Brown) über, der in die Familie Boyd eingeheiratet hatte und Jacques Boyd Schwiegersohn war. Den größeren Teil nannte er Château Cantenac-Brown. Brown ging im Jahre 1840 in Konkurs und musste seinen ganzen Rebbesitz unter dem Namen Boyd an einen Bankier abgeben. Im Jahre 1860 wurde der kleinere Besitzteil von Armand Lalande gekauft und unter dem endgültigen Namen Château Boyd-Cantenac betrieben.
Zwischenzeitlich gehörte das Weingut der Familie Ginestet. Diese Familie war zu jener Zeit auch Inhaber von Château Margaux. 1932 übernahm die Familie Guillemet das Weingut, die das Weingut bis heute (Stand 2005) neben Château Pouget betreibt.